# 羅克蘭 (特拉華州)
羅克蘭（英語：Rockland）是位於美國特拉華州紐卡斯爾縣的一個非建制地區。該地的面積和人口皆未知。

## 地理
羅克蘭的座標為39°47′46″N 75°34′20″W / 39.79611°N 75.57222°W，而該地的平均海拔高度為59米（即194英尺）。